# 法倫縣 (蒙大拿州)
法倫縣（英語：Fallon County）是美國蒙大拿州東南部的一個縣，東鄰北達科他州和南達科他州。面積4,204平方公里。根据美國2000年人口普查，共有人口2,837人。治所貝克 (Baker)。
成立於1913年12月9日。縣名紀念印第安事務官Benjamin O'Fallon。